# Fif
Fif was een Belgisch automerk gevestigd te Etterbeek, Brussel. De eerste voertuigen verlieten in 1907 de fabriek. 
De Eerste Wereldoorlog maakte een einde aan het merk.
Het merk was opgericht door de Luxemburger Felix Heck. Heck probeerde het aan het einde van de Eerste Wereldoorlog nogmaals, ditmaal met Fieco.